# Pieter Brueghel el Jove
Pieter Brueghel el Jove (1564 – 1636) fou un pintor flamenc, conegut per les nombroses còpies de les pintures del seu pare Pieter Brueghel el Vell i sobrenomenat "Brueghel d'infern" pels seus fantàstics tractaments del foc i de les imatges grotesques.

## Biografia
Pieter Brueghel el Jove era el fill més gran del famós pintor holandès del segle xvi, Pieter Brueghel el Vell (conegut com el "Camperol Brueghel") i Mayken Coecke van Aelst. El seu pare va morir el 1569, quan Pieter només tenia cinc anys i una mica més tard va patir la mort de la seva mare el 1578. Pieter, amb el seu germà Jan Brueghel el Vell ("Brueghel de vellut") i la seva germana Marie, se'n varen anar a viure amb la seva àvia Mayken Verhulst (vídua de Pieter Coecke van Aelst), qui també va ser una artista, i segons Karel van Mander, possiblement la primera professora dels dos germans. La família es va traslladar a Anvers en algun moment després de 1578 i Pieter possiblement va ingressar a l'estudi del pintor de paisatges Gillis van Coninxloo (1544-1607). Als registres de 1584/1585 del Gremi de Sant Lluc, "Peeter Brugel" apareix com a mestre independent. El 5 de novembre de 1588 es va casar amb Elisabeth Goddelet i la parella va tenir set fills.
Pintava paisatges, temes religiosos i pintures de fantasia. Per a aquesta última categoria sovint feia ús de foc i figures grotesques, i, per això, va guanyar-se el sobrenom de "Brueghel d'infern".
A part d'aquestes pintures de la seva pròpia creació, Pieter Brueghel el Jove també copiava els treballs que el seu pare havia creat fent servir una tècnica anomenada estergit. A les seves pintures de gènere de camperols els falta el subtlety de Pieter l'Ancià i humanisme, i emfasitzen el tema pintoresc.

## Obres
| Quadre                             | Títol                                                                                      | Data       | Mida. Material                        | Localització                              |
| ---------------------------------- | ------------------------------------------------------------------------------------------ | ---------- | ------------------------------------- | ----------------------------------------- |
| L'adoració dels mags               | L'adoració dels mags Brueghel va fer altres còpies en oli sobre tela i tempera sobre taula | circa 1600 | oli sobre taula 39 x 56 cm            | Museu Correr, Venècia                     |
|                                    | Dansa de boda de camperols                                                                 | 1607       | oli sobre taula                       | Musées Royaux des Beaux-Arts, Brussel·les |
| Massacre dels innocents            | Massacre dels innocents                                                                    | 1610       | oli sobre taula 115 x 164 cm          | Col·lecció privada                        |
| Batalla de Carnaval i la Quaresma  | Batalla de Carnaval i la Quaresma                                                          | circa 1610 | oli sobre taula 121,3 x 171,5 cm      | Musées Royaux des Beaux-Arts, Brussel·les |
|                                    | Al·legoria de la Guerra                                                                    |            |                                       |                                           |
|                                    | Construcció de la Torre de Babel                                                           |            |                                       |                                           |
|                                    | La Sagrada Família amb Sant Joan                                                           |            |                                       |                                           |
|                                    | Verge i Nen amb Sant Joan nen en una Garlanda de Flors                                     |            |                                       |                                           |
|                                    | Hivern, Caçador a la Neu                                                                   |            |                                       |                                           |
|                                    | Bodegó de Flors                                                                            |            |                                       |                                           |
|                                    | Paisatge de tardor amb parany d'ocells                                                     | circa 1610 | oli sobre taula 40 x 57 cm            | Museo del Prado, Madrid                   |
|                                    | La kermesse de Sant Jordi                                                                  | circa 1610 | oli sobre taula de roure 117 x 176 cm | Col·lecció privada                        |
| Proverbis                          | Proverbis                                                                                  | circa 1610 | oli sobre taula de roure 123 x 164 cm | Rockox House, Anvers                      |
|                                    | Festa de poble                                                                             | circa 1615 | oli sobre taula 114 x 161 cm          | Rockox House, Anvers                      |
|                                    | El rierol                                                                                  | circa 1615 | Tempera on oak panel diàmetre 16,5 cm | Rockox House, Anvers                      |
| El ball del casament en un estable | El ball del casament en un estable                                                         | 1616       | oli sobre taula 74 x 106 cm           | Col·lecció privada                        |
|                                    | Crucifixió                                                                                 | 1617       | oli sobre taula 82 x 123 cm           | Museu de Belles Arts de Budapest          |
| L'Advocat de Poble                 | L'Advocat de Poble                                                                         | 1621       | oli sobre taula 74,8 x 122 cm         | Museum voor Schone Kunsten, Gant          |
| Casament de camperols              | Casament de camperols                                                                      | 1630       | oli sobre tela 73 × 104 cm            | Tokyo Fuji Art Museum, Tòquio             |
|                                    | Camperols gaudint a la porta de la taverna "El cigne"                                      | circa 1630 | oli sobre taula de roure 55 x 69 cm   | Col·lecció privada                        |

## Arbre Genealògic
|  |  |                         |                         |                         |                         | Pieter Brueghel el Vell |                         |  |  |                      |                      |                      |                      |                      |                      |  |  |               |               |               |               |               |               |  |  |                       |                       |                       |                       |                       |                       |  |  |
|  |  |                         |                         |                         |                         |                         |                         |  |  |                      |                      |                      |                      |                      |                      |  |  |               |               |               |               |               |               |  |  |                       |                       |                       |                       |                       |                       |  |  |
|  |  |                         |                         |                         |                         |                         |                         |  |  |                      |                      |                      |                      |                      |                      |  |  |               |               |               |               |               |               |  |  |                       |                       |                       |                       |                       |                       |  |  |
|  |  | Pieter Brueghel el Jove | Pieter Brueghel el Jove | Pieter Brueghel el Jove | Pieter Brueghel el Jove | Pieter Brueghel el Jove | Pieter Brueghel el Jove |  |  | Jan Brueghel el Vell | Jan Brueghel el Vell | Jan Brueghel el Vell | Jan Brueghel el Vell | Jan Brueghel el Vell | Jan Brueghel el Vell |  |  |               |               |               |               |               |               |  |  |                       |                       |                       |                       |                       |                       |  |  |
|  |  | Pieter Brueghel el Jove | Pieter Brueghel el Jove | Pieter Brueghel el Jove | Pieter Brueghel el Jove | Pieter Brueghel el Jove | Pieter Brueghel el Jove |  |  | Jan Brueghel el Vell | Jan Brueghel el Vell | Jan Brueghel el Vell | Jan Brueghel el Vell | Jan Brueghel el Vell | Jan Brueghel el Vell |  |  |               |               |               |               |               |               |  |  |                       |                       |                       |                       |                       |                       |  |  |
|  |  |                         |                         |                         |                         |                         |                         |  |  |                      |                      |                      |                      |                      |                      |  |  |               |               |               |               |               |               |  |  |                       |                       |                       |                       |                       |                       |  |  |
|  |  |                         |                         |                         |                         |                         |                         |  |  |                      |                      |                      |                      |                      |                      |  |  |               |               |               |               |               |               |  |  |                       |                       |                       |                       |                       |                       |  |  |
|  |  | Ambrosius Brueghel      | Ambrosius Brueghel      | Ambrosius Brueghel      | Ambrosius Brueghel      | Ambrosius Brueghel      | Ambrosius Brueghel      |  |  | Jan Brueghel el Jove | Jan Brueghel el Jove | Jan Brueghel el Jove | Jan Brueghel el Jove | Jan Brueghel el Jove | Jan Brueghel el Jove |  |  | Anna Brueghel | Anna Brueghel | Anna Brueghel | Anna Brueghel | Anna Brueghel | Anna Brueghel |  |  | David Teniers el Jove | David Teniers el Jove | David Teniers el Jove | David Teniers el Jove | David Teniers el Jove | David Teniers el Jove |  |  |
|  |  | Ambrosius Brueghel      | Ambrosius Brueghel      | Ambrosius Brueghel      | Ambrosius Brueghel      | Ambrosius Brueghel      | Ambrosius Brueghel      |  |  | Jan Brueghel el Jove | Jan Brueghel el Jove | Jan Brueghel el Jove | Jan Brueghel el Jove | Jan Brueghel el Jove | Jan Brueghel el Jove |  |  | Anna Brueghel | Anna Brueghel | Anna Brueghel | Anna Brueghel | Anna Brueghel | Anna Brueghel |  |  | David Teniers el Jove | David Teniers el Jove | David Teniers el Jove | David Teniers el Jove | David Teniers el Jove | David Teniers el Jove |  |  |
|  |  |                         |                         |                         |                         |                         |                         |  |  |                      |                      |                      |                      |                      |                      |  |  |               |               |               |               |               |               |  |  |                       |                       |                       |                       |                       |                       |  |  |
|  |  |                         |                         |                         |                         |                         |                         |  |  | Abraham Brueghel     |                      |                      |                      |                      |                      |  |  |               |               |               |               |               |               |  |  |                       |                       |                       |                       |                       |                       |  |  |